# Окленд-Парк
Окленд-Парк (англ. Oakland Park) — город в округе Брауард штата Флорида, США.

## География
По данным Бюро переписи населения США площадь города составляет 21,1 км², из них 19,3 км² составляет суша и 1,8 км² — открытые водные поверхности. Расположен в юго-восточной части штата, на высоте 1 м над уровнем моря.

## Население
По данным переписи 2010 года население города составляет 41 363 человека.
По данным переписи 2000 года население Окленд-Парк насчитывало 30 000 человек. Расовый состав: белые — 65,98 %; афроамериканцы — 22,65 %; азиаты — 1,94 %; другие расы — 4,45 %; представители двух и более рас — 4,62 %. Средний возраст населения составлял 36 лет.
Английский язык на тот период был родным для 66,52 % населения; испанский — для 18,16 %; французский креольский — для 6,95 %; португальский — для 3,32 %; французский — для 1,99 %; итальянский — для 0,64 % и немецкий — для 0,52 %. 2,1 % населения города на 2000 год были бразильского происхождения, а 7 % — гаитянского происхождения.
Динамика численности населения:
| Год       | 1950 | 1960 | 1970   | 1980   | 1990   | 2000   | 2010   |
| --------- | ---- | ---- | ------ | ------ | ------ | ------ | ------ |
| Население | 1295 | 3331 | 16 261 | 23 035 | 26 326 | 30 000 | 41 363 |